# Chekonein
Chekonein (Che-ko-nein), jedna od bandi Songish Indijanaca čije je porijeklo vjerojatno od grupe koja je nosila naziv Chkungen, a obitavali su uz McNeil Bay na jugu kanadskog otoka Vancouver, odakle su došli sve do Cadboro Baya. 
Njihovi prvi srodnici su Chilcowitch s kojima 1850. potpisuju Douglaski ugovor po kojemu uz izvjesnu novčanu sumu prepuštaju svoju zemlju od Gonzales Pointa do Cadboro Baya kompaniji Hudson Bay.
Danas se vode kao dio plemena Songish.

## Vanjske poveznice
- Songhees First Nation Law suit - Douglas Treaty  Arhivirana inačica izvorne stranice od 16. prosinca 2014. (Wayback Machine)